# La Guierche
La Guierche é uma comuna francesa na região administrativa do País do Loire, no departamento de Sarthe. Estende-se por uma área de 7.88 km². Em 2010 a comuna tinha 1 156 habitantes (densidade: 146,7 hab./km²).